# 影なき男の影
『影なき男の影』（Shadow of the Thin Man）は、1941年のアメリカ合衆国の映画で、『影なき男』シリーズの第4作である。このシリーズをW・S・ヴァン・ダイク2世が監督するのは本作が最後である。

## キャスト
- ウィリアム・パウエル
- マーナ・ロイ
- ドナ・リード
- バリー・ネルソン
- サム・レヴェン
- アラン・バクスター
- ディッキー・ホール
- ヘンリー・オニール
- ローリング・スミス
- ジョゼフ・アンソニー
- ステラ・アドラー